# Отофуке
Отофуке (яп. 音更町 Отофукэ-тё:) — посёлок в Японии, находящийся в уезде Като округа Токати губернаторства Хоккайдо. Площадь посёлка составляет 466,09 км², население — 45 397 человек (30 июня 2014), плотность населения — 97,40 чел./км².

## Географическое положение
Посёлок расположен на острове Хоккайдо в губернаторстве Хоккайдо. С ним граничат город Обихиро и посёлки Мемуро, Сикаои, Сихоро, Икеда, Макубецу.

## Население
Население посёлка составляет 45 397 человек (30 июня 2014), а плотность — 97,40 чел./км². Изменение численности населения с 1980 по 2005 годы:
| 1980 | 31 134 чел. |  |
| 1985 | 33 970 чел. |  |
| 1990 | 33 977 чел. |  |
| 1995 | 37 528 чел. |  |
| 2000 | 39 201 чел. |  |
| 2005 | 42 452 чел. |  |

## Символика
Деревом посёлка считается берёза плосколистная, цветком — ландыш.